# Лундстедт, Андреас
Андреас Лундстедт (швед. Andreas Lundstedt), полное имя Бьёрн Хельге Андреас Лундстедт (швед. Björn Helge Andreas Lundstedt, родился 20 мая 1972 в Уппсале) — шведский музыкант, певец, композитор, поэт и хореограф, фронтмен группы Alcazar.

## Биография
Андреас родился 20 мая 1972 года в городе Уппсала, Швеция. С детства он мечтал петь, и в 5 лет принял участие конкурсе талантов, где занял второе место. Уже в 15 он часто появлялся на телевидении в шоу как участник местной группы Stage Four. В группе кроме него участвовали ныне популярные в Швеции Петер Йёбакк, Ли́са Нильссон и Лизет Польссон.
В 1998 году Лундстедт основал Alcazar. Вскоре один из первых хитов группы «Crying at the Discoteque» поразил Европу. Уже будучи фронтменом Alcazar, Андреас начал сольную карьеру и в 1996—1997 годах выпустил 1 альбом и 4 сингла. В 2006 году он записал ещё один сольный сингл — «Lovegun»/«Nightfever».
Кроме поп-музыки, Лундстедт известен и как актёр мюзиклов Grease и Chicago. Осенью 2005 года и весной 2006-го он играл Tony Manero в мюзикле Saturday Night Fever в Стокгольме. Его игра была отмечена вниманием прессы. Помимо этого, он выступает ещё и в качестве хореографа и сам придумывает большинство танцевальных трюков для Alcazar.
В мае 2006 года представлял Швейцарию на конкурсе Евровидение в Афинах в составе группы six4one, специально собранной для участия из шести вокалистов разных стран: Швеции, Израиля, Мальты, Германии, Боснии и Герцеговины, Швейцарии. Группа открывала финал, выступая под первым номером, и заняла лишь 17 место.
Пытался попасть на Евровидение от родной Швеции восемь раз - четыре сольно и четыре в составе группы Alcazar, но выше 3 места в национальном шведском отборе не поднимался.
Он открыто признает, что он гей и что встречался с бывшим участником группы Карлссоном.
В декабре 2007 года Андреас подтвердил слухи о положительном ВИЧ-статусе.
27 августа 2012 года в Швеции выходит автобиографическая книга Андреасa «Mitt positiva liv» в соавторстве с Cecilia Blankens. Выход книги сопровождает минималистичный, но невероятно трогательный проморолик.

## Дискография
Синглы
- 1996: «Driver Dagg Faller Regn»
- 1996: «Driver Dagg Faller Regn — Summer Mixes»
- 1996: «Hey-Ya Hey-Ya»
- 1997: «Jag Saknar Dig, Jag Saknar Dig»
- 2006: «Lovegun» / «Nightfever»
- 2006: «Dollar Queen»
- 2007: «Move»
- 2012: «Aldrig aldrig»

Albums
- 1996: Andreas Lundstedt